# Morris Motor Company

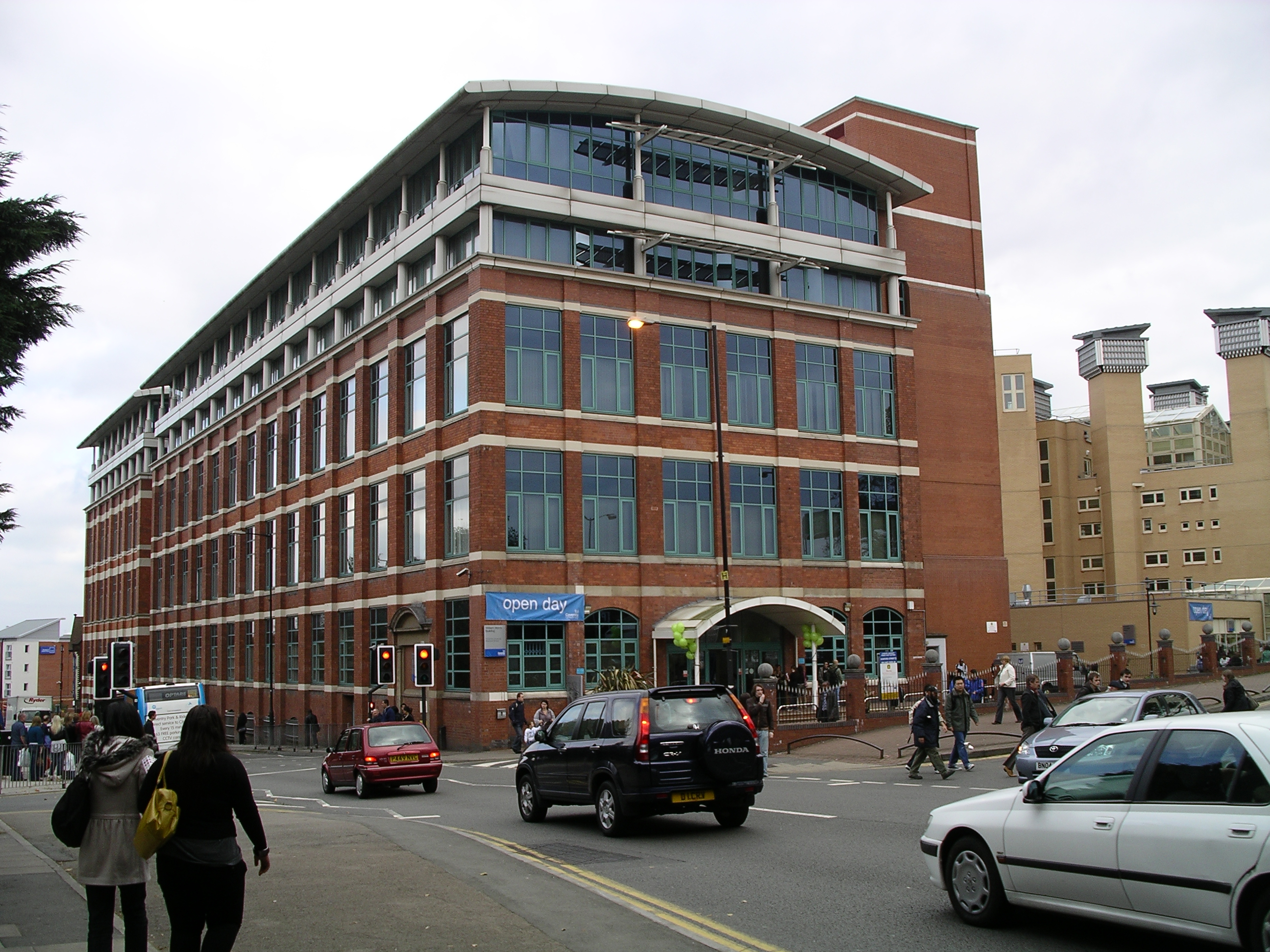
Gli stabilimenti di produzione dei motori Morris, ora parte della Università di Coventry

La Morris Motor Company è stata una casa automobilistica britannica fondata nel 1910 ed attiva fino al 1952. Il marchio fu utilizzato fino al 1984.
La compagnia fu avviata da William Morris a Cowley, vicino a Oxford, in Inghilterra. Sebbene passata di proprietà nel 1952 alla BMC e successivamente acquistata dalla British Leyland nel 1967, la denominazione Morris fu utilizzata come marchio automobilistico fino al 1984, quando fu soppresso poiché il gruppo proprietario decise di concentrare gli sforzi sul più popolare marchio Austin. In seguito la proprietà del nome Morris passò al gruppo Rover (1986), alla BAe (1988), alla BMW (1994), alla NAC (2000) ed infine alla SAIC (2007).

## Storia

### I primi anni
La Morris Motor Company iniziò la sua attività nel 1910 quando William Morris, costruttore di biciclette, focalizzò la propria attenzione sulla fabbricazione di automobili e iniziò a progettare una nuova autovettura leggera. Il primo sito produttivo fu aperto nel 1913 all'interno di locali in precedenza occupati dall'Oxford Military College di Cowley, in Inghilterra, ed il modello iniziale costruito dalla neonata compagnia fu la due posti Oxford. Quasi tutti i componenti vennero acquistati da aziende esterne, ma l'assemblaggio finale fu eseguito dalla Morris. Nel 1914 furono aggiunti alla gamma una coupé ed un furgone, ma il telaio era troppo corto ed il motore da 1.018 cm³ eccessivamente piccolo per poter essere utilizzati sulla versione a quattro posti dell'auto. La White and Poppe, che fabbricava i motori dei veicoli Morris, chiese però più denaro per le sue forniture e quindi la Morris si rivolse ad un'altra azienda, la statunitense Continental, per assicurarsi il nuovo propulsore da 1.548 cm³ ad un prezzo più conveniente. Anche il cambio e gli assali vennero acquisiti dagli Stati Uniti. Nonostante lo scoppio della prima guerra mondiale, le vendite si mantennero ad un buon livello, e nel 1915 fu introdotta la Cowley, che era un modello piuttosto spazioso disponibile a due o quattro posti.

### Tra le due guerre mondiali

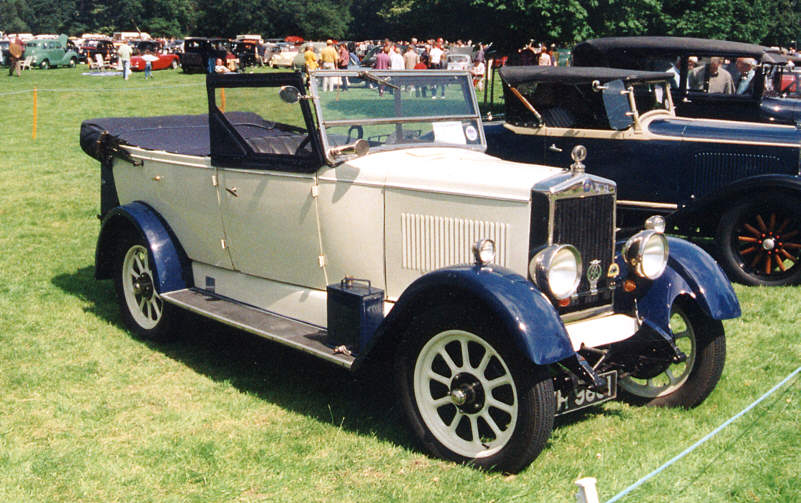
Una Morris Oxford del 1927

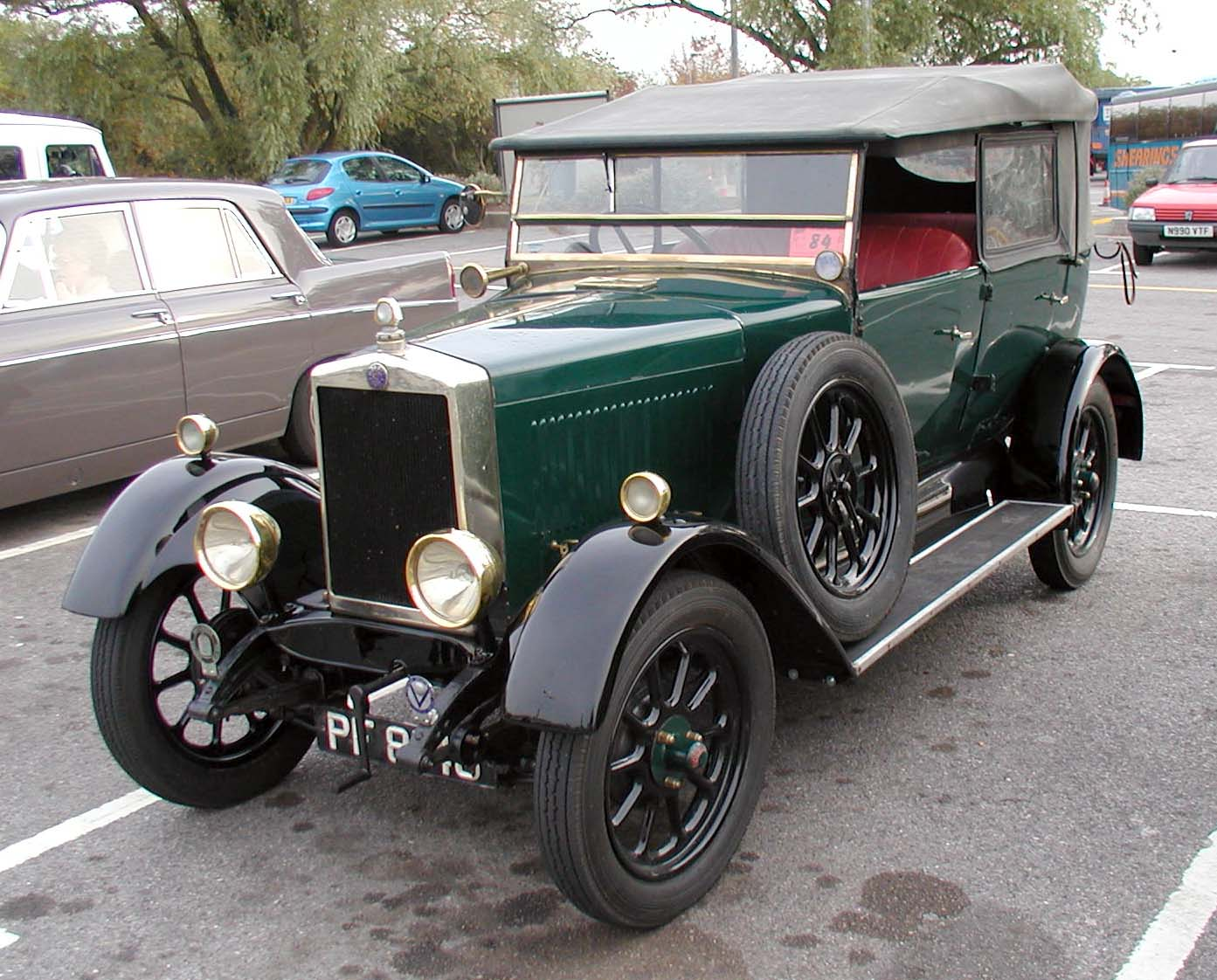
Una Morris Cowley del 1927

Dopo la prima guerra mondiale i motori Continental non erano più disponibili, così la Morris prese accordi con la Hotchkiss per la fornitura di motori identici a quelli precedenti, che sarebbero stati fabbricati nello stabilimento di Coventry dell'azienda citata. Questi propulsori vennero utilizzati sulle nuove versioni della Cowley e della Oxford. Grazie alla reputazione di azienda produttrice di automobili di alta qualità ma di prezzo relativamente basso, la Morris continuò la crescita ed incrementò la propria quota di mercato nel Regno Unito superando, nel 1924, la Ford e diventando quindi il primo costruttore britannico di automobili, dato che raggiunse il 51% del mercato interno. Inoltre, la Morris possedeva una polizza grazie alla quale poteva acquistare le aziende fornitrici e così, nel 1923, comperò la Hotchkiss, che fu rinominata Morris Engines. Nel 1924 il responsabile delle vendite di Oxford, Cecil Kimber, iniziò a costruire delle versioni sportive di vetture Morris, che furono chiamate MG, sigla che sta per Morris Garage. Lo stabilimento della MG aveva sede a Abingdon.
La Morris entrò nel mercato delle auto di piccole dimensioni nel 1928, con la Minor, che aveva installato un motore da 847 cm³ di cilindrata costruito dalla Wolseley Motor Company, che fu acquisita dalla Morris l'anno precedente. Il lancio di questa vettura aiutò la Morris ad uscire dalla crisi economica del 1929. La Minor venne sostituita nel 1934 dalla Eight, che fu la risposta alla Ford Model Y, anche se la nuova vettura della Morris era profondamente ispirata a quest'ultima. Nel 1932 la Morris nominò Leonard Lord direttore generale, e questi rinnovò gli stabilimenti aggiornando i metodi produttivi ed introducendo la catena di montaggio. Morris e Lord però ebbero un forte diverbio e quest'ultimo si dimise nel 1936, minacciando di “smontare e portarsi via lo stabilimento di Cowley mattone per mattone”. Nel 1936 William Morris incluse la Morris Commercial Cars, che fu fondata sempre da Morris e che fabbricava veicoli commerciali, nella Morris Motor Company. Nel 1938 William Morris diventò visconte di Nuffield, e nello stesso anno fuse la Morris Motor Company (che comprendeva anche la Wolseley) e la MG con la neoacquisita Riley, formando la Nuffield Organisation.
Nel 1926 William Morris, la Budd Corporation ed una banca statunitense fondarono la Pressed Steel Company, che produceva corpi vettura. Il suo stabilimento fu ubicato dall'altra parte della strada dove sorgeva la fabbrica della Morris, a Cowley. La Pressed Steel Company rifornì sia quest'ultima che altre Case automobilistiche.

### La seconda guerra mondiale
Nell'estate del 1938 la Nuffield Organisation accettò di costruire un nuovo grande stabilimento a Castle Bromwich adibito alla costruzione dello Supermarine Spitfire. Dopo però un bombardamento aereo che danneggiò lo stabilimento, l'attività di produzione fu convertita in fabbricazione di taniche, le quali furono realizzate in milioni di esemplari, che vennero utilizzati sia durante il conflitto che dopo la cessazione delle ostilità.
Lo stabilimento di Cowley invece fu convertito alla produzione d'aerei Tiger Moth, che servivano all'addestramento dei piloti. Erano anche fabbricati dispositivi in grado di abbassare le mine galleggianti sotto il pelo dell'acqua in modo da poterle nascondere agli occhi del bersaglio. Questi ultimi dispositivi erano basati su un progetto già utilizzato nello stesso stabilimento durante la prima guerra mondiale.

### Il secondo dopoguerra e la Minor

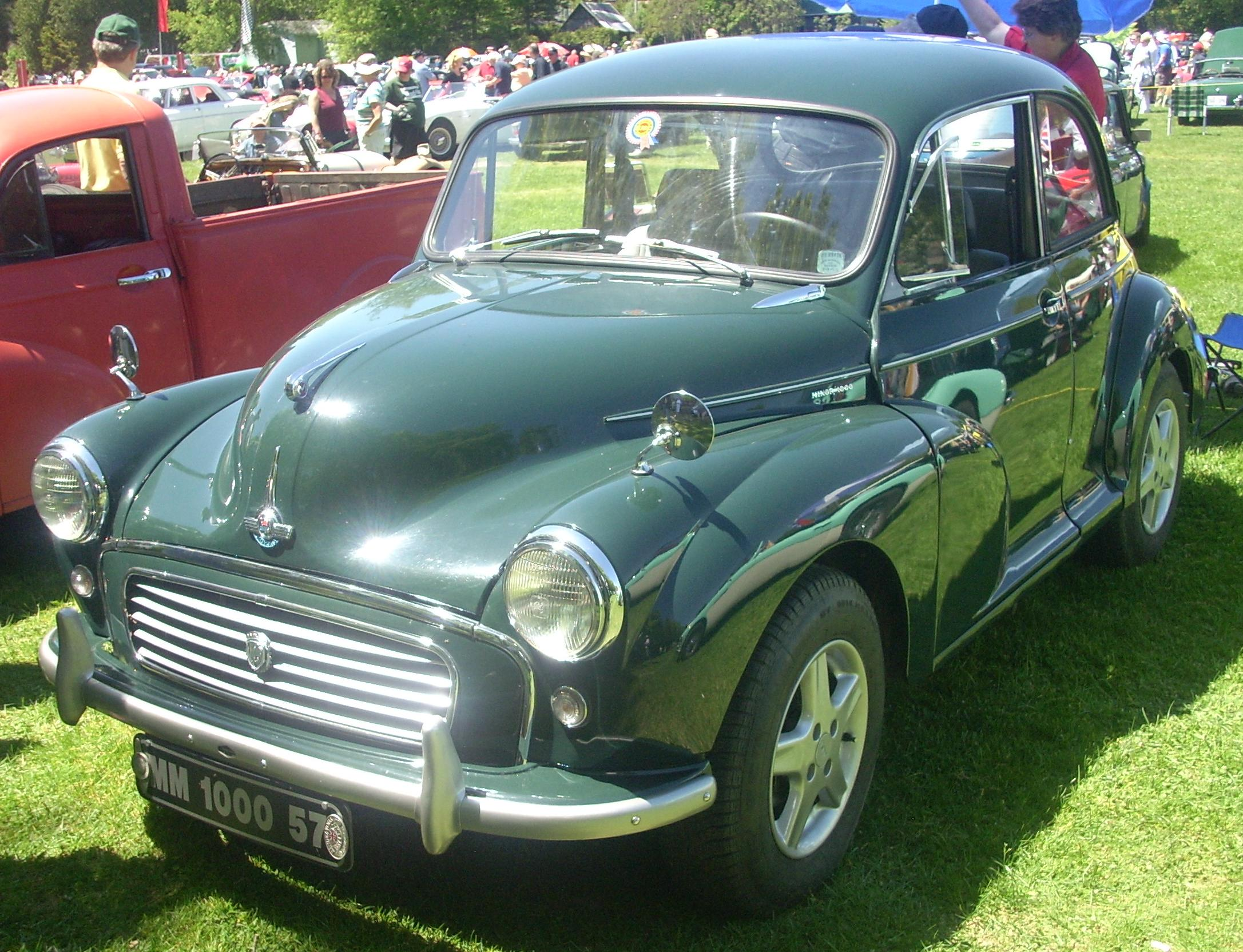
Una Morris Minor del 1957

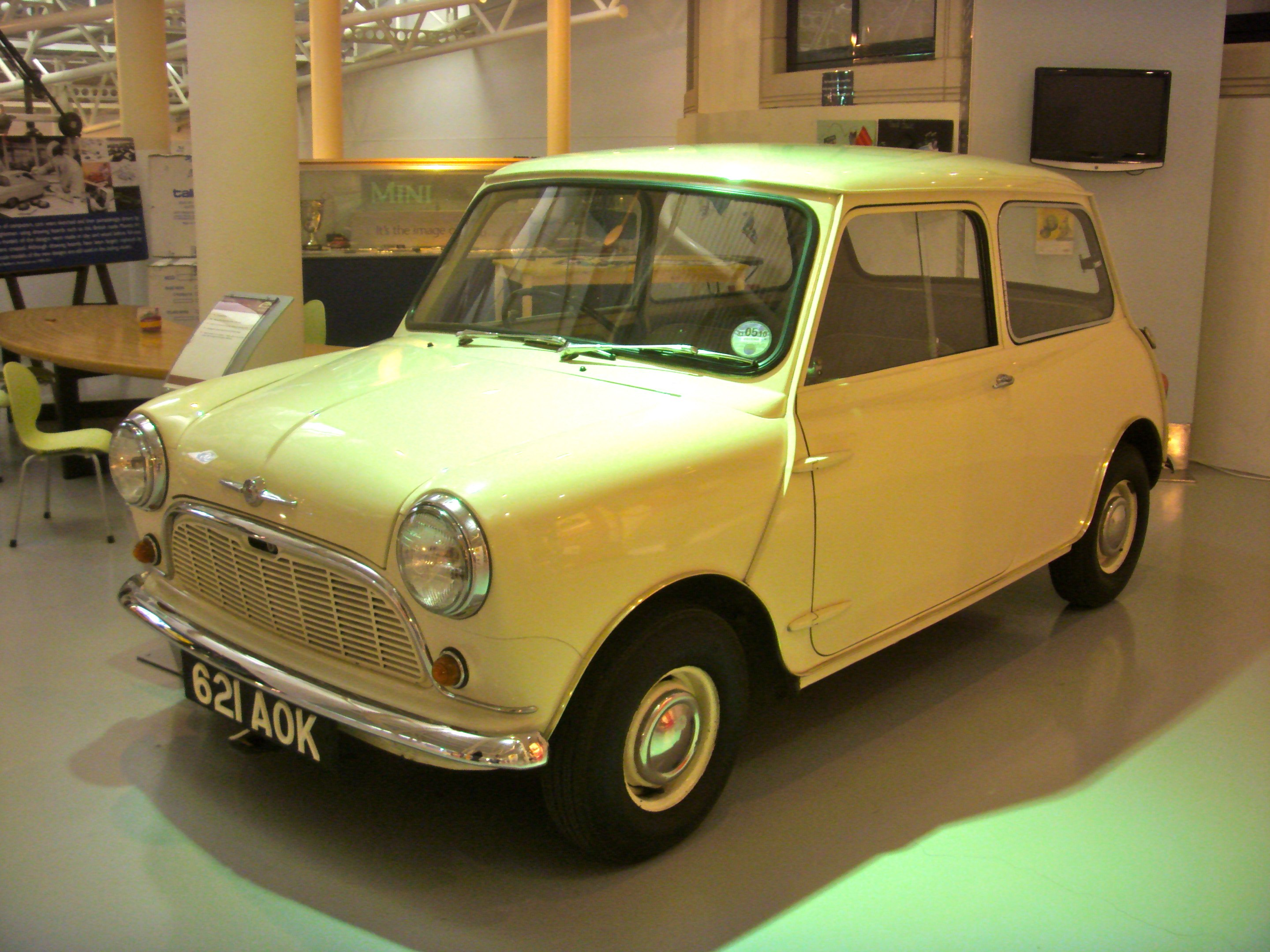
Una Morris Mini Minor del 1959

La produzione di automobili riprese a conflitto terminato, con la Eight e la Ten. Nel 1948 la Eight fu sostituita dalla Minor, che fu probabilmente il più famoso modello costruito dalla Morris quando essa era indipendente. Progettato da Alec Issigonis (che più tardi elaborò la Mini), il modello richiamava nel nome la precedente Minor, vettura prodotta dalla Morris dal 1928 al 1932. La Ten invece fu rimpiazzata nel 1948 dalla Oxford, che esteriormente appariva come una versione allargata della Minor. La serie III della Oxford (1956) fu la base della famosa vettura indiana Hindustan Ambassador.

### La BMC e la Mini Minor
Nel 1952 la Nuffield Organisation si fuse con la rivale Austin per formare la British Motor Corporation (BMC), portando in dote i marchi Morris, MG, Riley e Wolseley. Leonard Lord diventò il responsabile, e ciò portò il marchio Austin ad essere dominante. La nuova compagnia fece un uso cospicuo del badge engineering, cioè della commercializzazione di una stessa vettura con diversi marchi e nomi. L'esempio più famoso di questa strategia aziendale fu la Morris Mini Minor, che venne lanciata nel 1959 anche con marchio Austin. Essa rappresenta il più famoso modello di automobile prodotto con marchio Morris.

### La British Leyland

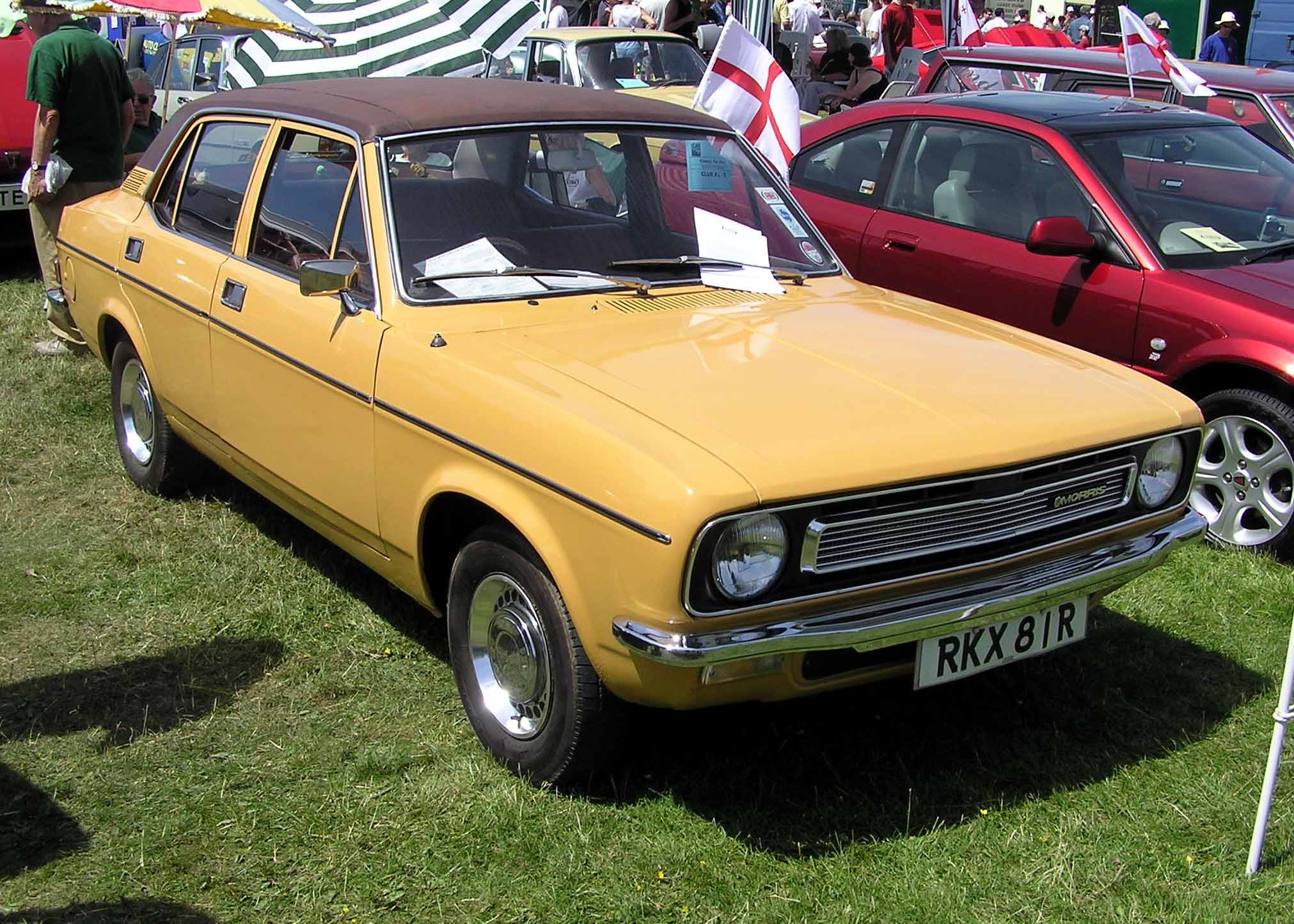
Una Morris Marina del 1976

Nel 1968, in una nuova riorganizzazione dell'industria automobilistica britannica, la BMC diventò parte della neonata British Leyland Motor Corporation (BLMC) e successivamente, nel 1975, della British Leyland Limited (BL).
Il marchio Morris continuò ad essere utilizzato fino ai primi anni ottanta con la commercializzazione di vetture come la Morris Marina. La Morris Ital (essenzialmente una Marina rivista) fu l'ultima automobile per il trasporto di passeggeri di marca Morris; la sua produzione terminò nell'estate 1984. L'ultimo veicolo marchiato Morris fu però una versione furgonata della Austin Metro.
Nella prima metà degli anni ottanta del XX secolo lo stabilimento Morris di Cowley e la fabbrica della Pressed Steel Company furono convertiti nella produzione di modelli Austin e Rover. Essi continuarono ad essere utilizzati dal gruppo Austin Rover, che era di proprietà della British Leyland, e dal suo successore, cioè dal gruppo Rover, che alla fine fu acquistato dalla BMW portando alla nascita del gruppo MG Rover.
Nessuno degli edifici originali di proprietà della Morris è sopravvissuto. Infatti, il fabbricato della British Aerospace fu venduto nel 1992, demolito e rimpiazzato dal Oxford Business Park. L'adiacente edificio della Pressed Steel Company fu in seguito acquistato dalla BMW, che lo adibì all'assemblaggio della Mini
La storia della Casa automobilistica è commemorata al Morris Motors Museum presso l'Oxford Bus Museum.
A Cowley vennero costruiti diversi modelli di autovettura, tra cui l'Austin/MG Maestro, l'Austin/MG Montego, la Rover Serie 600, la Rover Serie 800 e, per un breve periodo, la Rover 75.

## Il marchio Morris
Il marchio della Morris raffigura un bue che attraversa ad un guado il fiume Isis, cioè il corso d'acqua di Oxford. Tale emblema ha lo stesso soggetto dello stemma della città di Oxford.

## Modelli di autovettura prodotti
- 1913–1914 - Morris Oxford
- 1915–1935 - Morris Cowley
- 1919–1926 - Morris Oxford
- 1926–1935 - Morris Oxford
- 1928–1939 - Morris 6
- 1928–1934 - Morris Minor
- 1929–1935 - Morris Isis
- 1931–1933 - Morris Major 6
- 1931–1935 - Morris Six
- 1933–1948 - Morris Ten
- 1934–1937 - Morris Fifteen
- 1935–1936 - Morris Twenty-One
- 1935–1948 - Morris Eight
- 1936–1939 - Morris Twenty-Five
- 1936 - Morris Sixteen
- 1936–1939 - Morris Twelve
- 1936–1937 - Morris Eighteen
- 1937–1939 - Morris Fourteen
- 1948–1953 - Morris Minor MM
- 1948–1954 - Morris Oxford MO
- 1948–1954 - Morris Six MS
- 1952–1956 - Morris Minor Serie II
- 1954–1971 - Morris Oxford II / III / IV / V / VI
- 1954–1959 - Morris Cowley
- 1955–1958 - Morris Isis
- 1956–1971 - Morris Minor 1000
- 1957–1960 - Morris Marshal (BMC Australia)
- 1958–1964 - Morris Major (BMC Australia)
- 1959–1971 - Morris Oxford Farina
- 1959–1969 - Morris Mini-Minor
- 1962–1971 - Morris 1100
- 1964–1968 - Morris Mini Moke (Regno Unito)
- 1966–1973 - Morris Mini Moke (Australia)
- 1966–1975 - Morris 1800
- 1967–1971 - Morris 1300
- 1969–1972 - Morris 1500 (Australia)
- 1969–1972 - Morris Nomad (Australia)
- 1972–1975 - Morris 2200
- 1971–1980 - Morris Marina
- 1980–1984 - Morris Ital

## Modelli di trattori prodotti
| Modello               | Anno di produzione | Potenza | Tipo di motore | Note                                  | Foto |
| --------------------- | ------------------ | ------- | -------------- | ------------------------------------- | ---- |
| Morris-Leyland 154    |                    | 28 CV   |                | costruito dalla BMC Sanayi in Turchia |      |
| Morris-Leyland 184    |                    |         |                | costruito dalla BMC Sanayi in Turchia |      |
| Nuffield Morris 10/60 |                    | 60 CV   |                | costruito dalla BMC Sanayi in Turchia |      |